# Agathoxylon
Agathoxylon (també conegut pels sinònims Dadoxylon i Araucarioxylon) és una forma de gènere de fusta fòssil, que inclouen troncs massius d'arbres. Encara que s'identifica des del final de Paleozoic fins al final del Mesozoic, Agathoxylon és comú des del Carbonífer fins al Triàsic. Agathoxylon representa la fusta de múltiples grups de coníferes, que inclouen tant Araucariaceae com Cheirolepidiaceae, amb formes del Paleozoic tardà i del Triàsic que possiblement representen altres coníferes o altres grups de plantes amb llavors com les "pteridospermes".

## Descripció
Agathoxylon eren arbres grans que portaven fulles llargues en forma de tires i troncs amb radis petits i estrets. Sovint, l'estructura cel·lular original es conserva com a resultat que el sílice en solució a l'aigua subterrània es diposita dins de les cèl·lules de fusta. Aquest mode de fossilització s'anomena permineralització.

## Distribució
Agathoxylon és comú a moltes parts del món, es troba a llocs tant de Gondwana com de Lauràsia i es troba a l'Àfrica Austral, Àsia, l'Orient Mitjà, Europa, Amèrica del Sud, i Amèrica del Nord.
Al sud d'Àfrica, Agathoxylon està molt estès al Supergrup del Karoo. A Zimbàbue, es troba especialment a la Formació Pebbly Arkose, i també es va informar freqüentment des de la Formació de gres d'Angwa.

## Sistemàtica
Com a gènere, Dadoxylon estava mal definit i, a part d'Araucariaceae, s'ha associat amb fustes fòssils tan diverses com Cordaitales, Glossopteridales i Podocarpaceae. A més, pot ser la mateixa forma de gènere que Araucarioxylon, d'aquí l'ús de Dadoxylon (Araucarioxylon). El gènere Agathoxylon, classificat dins de la família Araucariaceae, té prioritat nomenclatural sobre els gèneres Araucarioxylon i Dadoxylon.
S'han identificat diverses espècies de Dadoxylon, com ara D. brandlingii i D. saxonicum, com Araucarites. D. arberi i D. sp.1 van ser sinònims amb les espècies de glossoptèrids Australoxylon teixterae i A. natalense, respectivament; mentre que D. sp. 2 es va transferir a Protophyllocladoxylon.

### Espècies
- Agathoxylon arizonicum [=Araucarioxylon arizonicum] Formació Chinle, Arizona, Nou Mèxic, Estats Units Triàsic tardà
- Agathoxylon africanum (Bamford 1999) [=Araucarioxylon africanum]: Zona d'assemblatge de Daptocephalus, Formació Middleton i Formació Normandien fins a la Zona d'assemblatge de Cynognathus, Formació Burgersdorp i Formació Driekoppen, Grup Beaufort, Sud Àfrica,[21] i el Grup Lebung, Botswana[22]
- Agathoxylon agathioides (Kräusel & Jain): Formació La Matilde, Argentina
- Agathoxylon antarcticus (Poole & Cantrill 2001) Pujana et al. 2014 [=A. matildense, Araucarioxylon antarcticus]: Formació de Santa Marta i Formació La Meseta, Antàrtica[23][24]
- Agathoxylon arberi (Seward 1919) [=Dadoxylon arberi]
- Agathoxylon australe[=Dadoxylon australe]
- Agathoxylon bougheyi Williams [=Dadoxylon bougheyi]: Formació de Madumabisa Mudstone, Zàmbia i Somabula Beds, Zimbàbue[25]
- Agathoxylon cordaianum Hartig 1848
- Agathoxylon desnoyersii (Phillipe 2011) [=Araucarioxylon desnoyersii]
- Agathoxylon duplicatum (Vogellehner 1965) [=Dadoxylon duplicatum]: Alemanya[26]
- Agathoxylon jamudhiense (Maheshwari 1963) [=Dadoxylon jamudhiense]: Índia[27]
- Agathoxylon karooensis (Bamford 1999) [=Araucarioxylon karooensis]: Daptocephalus AZ, Formacions de Middleton i Normandien, Sud-àfrica
- Agathoxylon kellerense (Lucas i Lacey 1984) [=Araucarioxylon kellerense, Dadoxylon kellerense]: Formació de Santa Marta, Antàrtica
- Agathoxylon lemonii Tidwell & Thayn 1986: Formació de Dakota, Utah
- Agathoxylon maharashtraensis (Prasad 1982) [=Dadoxylon maharashtraensis]: Índia[28]
- Agathoxylon parenchymatosum (Vogellehner 1965) [=Araucarioxylon parenchymatosum, Dadoxylon parenchymatosum]: Formació de gres forestal, Botswana[29]
- Agathoxylon pseudoparenchymatosum (Gothan 1908) Pujana et al. 2014 [=Araucarioxylon chilense, A. kerguelense, A. novaezeelandii, A. pseudoparenchymatosum, Dadoxylon kaiparaense, D. kergulense, D. pseudoparenchymatosum]: Formació de Santa Marta, Antàrtica
- Agathoxylon santacruzense Kloster i Gnaedinger 2018: Formació La Matilde, Argentina
- Agathoxylon santalense (Sah & Jain): Formació La Matilde, Argentina
- Agathoxylon sclerosum (Walton) Kräusel 1956 [=Dadoxylon sclerosum, Kaokoxylon sclerosum]: Península de Malaca,[30] Grup Dwyka de la Formació Molteno, Grup Stormberg, Sud-àfrica, i la Formació Ntawere, Zàmbia[31]
- Agathoxylon termieri (Attims) Gnaedinger & Herbst: Formació La Matilde, Argentina
- Agathoxylon ulmitus Iamandei & Iamandei 2004: Romania[32]
- Agathoxylon woodworthii (Knowlton 1899) [=Dadoxylon woodworthii]: Estats Units